# Jan Chojnowski
Jan Chojnowski (ur. 10 stycznia 1943 w Zubolu) – polski prawnik i polityk, adwokat, senator IV kadencji.

## Życiorys
W 1966 ukończył studia prawnicze na Uniwersytecie Warszawskim. Następnie odbył aplikację adwokacką, praktykował w ramach zespołów adwokackich, a w 1991 otworzył indywidualną kancelarię adwokacką w Białymstoku. W latach 80. jako obrońca reprezentował oskarżonych w procesach politycznych. Przewodniczył miejskiemu Komitetowi Obywatelskiemu. Od 1990 był radnym miejskim, w latach 1994–1998 pełnił funkcję przewodniczącego rady miasta.
W latach 1997–2001 sprawował mandat senatora IV kadencji z ramienia Akcji Wyborczej Solidarność z województwa białostockiego. Reprezentował w tym czasie Senat w Krajowej Radzie Sądownictwa. Został wybrany jako kandydat Porozumienia Centrum, następnie należał do Ruchu Społecznego.
Bez powodzenia kandydował do Senatu w 2001 (z ramienia Bloku Senat 2001) i w 2005 (z ramienia Ruchu Patriotycznego jako członek Ruchu Odbudowy Polski). W 2006 został wybrany na radnego Sejmiku Województwa Podlaskiego z listy Prawa i Sprawiedliwości i powołany na funkcję przewodniczącego. Ponownie uzyskał mandat w przedterminowych wyborach w maju 2007, po których objął stanowisko wiceprzewodniczącego sejmiku. W 2010 ponownie został radnym województwa. W 2014 nie ubiegał się o ponowny wybór.

## Odznaczenia
W 2021 został odznaczony Krzyżem Kawalerskim Orderu Odrodzenia Polski.